# Orientalizem
V umetnostni zgodovini, literaturi in kulturologiji je orientalizem posnemanje ali prikaz vidikov v vzhodnem svetu. Te upodobitve običajno delajo pisatelji, oblikovalci in umetniki z zahoda. Zlasti orientalistično slikarstvo, ki je natančneje upodabljalo »Bližnji vzhod«, je bil eden od številnih posebnosti akademske umetnosti 19. stoletja, literatura zahodnih držav pa se je podobno zanimala za orientalske teme.
Od objave knjige Orientalism Edwarda Saida leta 1978 se je začelo veliko akademskega diskurza uporabljati z izrazom orientalizem, da se nanaša na splošno pokroviteljski zahodni odnos do družb Bližnjega vzhoda, Azije in Severne Afrike. V Saidovi analizi zahod te družbe dojema kot statične in nerazvite - s tem pa tvori pogled na orientalsko kulturo, ki jo je mogoče proučevati, upodabljati in reproducirati. V tej izmišljotini, piše Said, je ideja, da je zahodna družba razvita, racionalna, prožna in superiorna.

## Etimologija
Orientalizem se sklicuje na Orient, v nasprotju z Occident (zahod); Vzhod in Zahod. Beseda Orient je v angleški jezik vstopila kot srednje francoski orient. Korenska beseda oriēns iz latinske Oriēns ima sinonimna poimenovanja: Vzhodni del sveta; nebo, od koder prihaja sonce; vzhod; vzhajajoče sonce, itd .; vendar se je poimenovanje spremenilo kot izraz geografije. Geoffrey Chaucer je v Zgodbi o menihih (1375) zapisal: »Da so osvojili veliko regnes grete / v orientu, z mnogimi sejemskimi mesti.« Izraz 'orient' se nanaša na države vzhodno od Sredozemskega morja in južne Evrope. In Place of Fear (1952) je Aneurin Bevan uporabil razširjeno označbo Orienta, ki je zavzemal vzhodno Azijo: »prebujanje Orienta pod vplivom zahodnih idej«. Edward Said je dejal, da orientalizem »omogoča politično, gospodarsko, kulturno in družbeno prevlado zahoda, ne le v kolonialnih časih, ampak tudi v sedanjosti.« 

### Umetnost
V umetnostni zgodovini se izraz orientalizem nanaša na dela zahodnih umetnikov, ki so se v 19. stoletju specializirali za orientalske teme, nastala na potovanjih po zahodni Aziji. Umetniki in učenjaki so bili v tistem času opisani kot orientalisti, zlasti v Franciji, kjer je odklonilno uporabo izraza »orientalist« priljubil umetniški kritik Jules-Antoine Castagnary. Kljub tako družbenemu zaničevanju do sloga reprezentativne umetnosti je bilo leta 1893 ustanovljeno Francosko društvo orientalističnih slikarjev, Jean-Léon Gérôme pa je bil častni predsednik, medtem ko so v Britaniji izraz orientalist označili za 'umetnika'.
Ustanovitev Francoskega društva orientalističnih slikarjev je proti koncu 19. stoletja spremenila zavest praktikov, saj so umetniki zdaj lahko sebe videli kot del izrazitega umetniškega gibanja. Kot umetniško gibanje se orientalistično slikarstvo na splošno obravnava kot ena izmed mnogih vej akademske umetnosti 19. stoletja; vendar je bilo v dokazovanju veliko različnih slogov orientalistične umetnosti. Umetnostni zgodovinarji po navadi identificirajo dve široki vrsti orientalističnega umetnika: realiste, ki so skrbno slikali to, kar so opazili in tiste, ki so si zamislili orientalistične prizore, ne da bi kdaj zapustili studio. Francoski slikarji, kot sta Eugène Delacroix (1798–1863) in Jean-Léon Gérôme (1824–1904), veljata za vodilna v orientalističnem gibanju .

### Orientalistika
V 18. in 19. stoletju je izraz orientalist opredelil učenjaka, ki se je specializiral za jezike in književnosti vzhodnega sveta. Med takšnimi učenjaki so bili britanski uradniki iz East India Company, ki so dejali, da je treba arabsko kulturo, kulturo Indije in islamske kulture proučevati kot enake kulturam Evrope . Med takšnimi učenjaki je filolog William Jones, katerega študij indoevropskih jezikov je uveljavil sodobno filologijo. Britanska imperialna strategija v Indiji je naklonila orientalizem kot tehniko za razvoj dobrih odnosov z domorodci - vse do 1820-ih, ko je vpliv "anglikistov", kot sta Thomas Babington Macaulay in John Stuart Mill, privedel do spodbujanja anglocentričnega izobraževanja.
Poleg tega sta hebraizem in judovske študije pridobila priljubljenost med britanskimi in nemškimi učenjaki v 19. in 20. stoletju . Akademsko področje orientalskih študij, ki je spoznavalo kulture Bližnjega in Daljnega vzhoda, je postalo področje azijskih in bližnjevzhodnih študij.

### Kritične študije
Koncept je razvil politični filozof Edvard Said v istoimenskem delu leta 1978. Predstavi ga kot »nekakšno zahodno projekcijo Orienta«, ki je zahodu pomagala opredeliti Evropo in lastno podobo, pri tem pa je razširjala in utrjevala sliko Vzhoda kot »negibne, ahistorične in naravne danosti«, ki jo označujejo trajne »orientalne« lastnosti in značilnosti: od posebne »vzhodnjaške čutnosti«, počasnosti in nagnjenosti k despotizmu do drugih oblik zaostalosti in neenakosti z Zahodom. 
Teza orientalizma je obstoj »subtilnih in vztrajnih evrocentričnih predsodkov proti arabsko-islamskim ljudem in njihovi kulturi«. Said si je s svojim orientalizmom naglo pridobil številne somišljenike in privržence, ki so na osnovi njegovih tez in trditev ne le problematizirali pretekle in sodobne »orientalske študije« in akademske raziskave, temveč na novo in neredko z nekritično epigonsko vnemo ocenjevali in razlagali vse po vrsti – od znanih zahodnoevropskih književnih del s tematiko Orienta prek slikarstva in kinematografije do gledališče in opere. Saidova knjiga je imela, kar je vsekakor zanimivo, večji odmev v zahodnih in ameriških akademskih krogih kakor v Aziji in Afriki.
Saidov orientalizem je tako postal – kljub ognjevitim kritikam s strani njegovih nasprotnikov – pravi mejnik v razvoju ameriških, delno pa tudi evropskih humanističnih študij, sprožil je analiziranje in razčlenjevanje zahodnjaškega diskurza o Orientu, ki je zajelo različne humanistične stroke od antropologije in zgodovine do  umetnostne zgodovine in geografije. Med dela, ki so nastala pod vplivom teh prizadevanj, spada tudi knjiga Marije Todorove o Balkanu, čeprav se avtorica, ko omenja svoj dolg Saidu, z njim tudi že odločno razhaja.

## V evropski arhitekturi in oblikovanju
Moreskanski slog renesančnega ornamenta je evropska priredba islamske arabeske, ki se je začela v poznem 15. stoletju in naj bi se uporabljala pri nekaterih vrstah dela, kot je na primer knjigovezništvo, skoraj do danes. Zgodnja arhitekturna uporaba motivov, dvignjenih z indijske podceline, je znana kot indo-saracenska arhitektura. Eden najzgodnejših primerov je fasada Guildhall (Cehovske hiše) v Londonu (1788–1789). Slog je na zahodu zaživel z objavo pogledov na Indijo Williama Hodgesa in Williama in Thomasa Daniella iz okoli leta 1795. Primeri "Hindoo" arhitekture so Sezincote House (približno 1805) v Gloucestershireu, zgrajena za naboba - bogataša, vrnjenega iz Bengalije in Kraljevi paviljon v Brightonu.
Turkerije, ki se je začela že v poznem 15. stoletju, se je nadaljevala vsaj do 18. stoletja in je vključevala tako uporabo 'turških' slogov v dekorativni umetnosti, včasih uporaba turškega kostuma in zanimanje za umetnost, ki upodablja Osmansko cesarstvo samo. Benetke, tradicionalni trgovinski partner Osmanov, so bile najzgodnejše središče, Francija je v 18. stoletju postala vidnejša.
Chinoiserie je modni izraz za kitajske teme v dekoraciji zahodne Evrope, ki se začne v poznem 17. stoletju in doseže vrhunec v valovih, zlasti rokoko chinoiserie, c. 1740–1770. Od renesanse do 18. stoletja so zahodni oblikovalci poskušali posnemati tehnično prefinjenost kitajske keramike le z delnim uspehom. Zgodnji namigi chinoiserie so se pojavili v 17. stoletju pri narodih z aktivnimi podjetji v vzhodni Indiji: Angliji (Vzhodnoindijska družna), na Danskem (danska vzhodnoindijska družba), na Nizozemskem (nizozemska vzhodnoindijska družba) in Franciji (francoska vzhodnoindijska družba). Lončene glazirane posode iz Delfta in drugih nizozemskih krajev so od zgodnjega 17. stoletja prevzele pristni modro-beli porcelan iz obdobja dinastije Ming. Zgodnji keramični izdelki, izdelani v Meissenu in drugih središčih pravega porcelana, so posnemali kitajske oblike za jedilni servis, vaze in čajne izdelke.

Paviljoni užitka v "kitajskem okusu" so se pojavili v formalnih parterjih poznobaročnih in rokoko nemških palač ter v ploščicah panelov v Aranjuezu blizu Madrida. Zlasti mize za čaj iz mahagonija Thomasa Chippendala in kitajske omare so bile okrašene s steklenimi zasteklitvami in ograjami, c. 1753–70. Tudi puščobno pohištvo zgodnjih Xingovih učenjakov je bilo naturalizirani, saj se je tang razvil v srednjegruzijsko mizo in v kvadratne naslanjače, ki so ustrezali angleškim gospodom in kitajskim učenjakom. Vsaka prilagoditev kitajskih načel oblikovanja ne spada v chinoiserie. Materiali so vključevali imitacije laka in poslikanih kositrnih posod, ki so posnemale japanning, zgodnje poslikane tapete ter keramične figurice in namizne okraske. Majhne pagode so se pojavile na dimnikih in polne velikosti na vrtovih. Kew ima čudovito vrtno pagodo, ki jo je oblikoval William Chambers. Wilhelma (1846) v Stuttgartu je primer mavrske preporodne arhitekture. Leighton House, ki je bila zgrajena za umetnika Frederica Leightona, ima običajno fasado, vendar prefinjeno notranjost v arabskem slogu, vključno z originalnimi islamskimi ploščicami in drugimi elementi, pa tudi viktorijansko orientalizirano delo.
Po letu 1860 je japonizem, sprožen z uvozom ukiyo-e (japonska šola slikanja), postal pomemben vpliv v zahodni umetnosti. Zlasti na številne sodobne francoske umetnike, kot sta Claude Monet in Edgar Degas je vplival japonski slog. Mary Cassatt, ameriška umetnica, ki je delala v Franciji, je v svojih slikah uporabljala elemente kombiniranih vzorcev, ploskih ravnin in premikajoče se perspektive japonskih odtisov. Slike Jamesa Abbotta McNeilla Whistlerja The Peacock Room so pokazale, kako je uporabil vidike japonske tradicije in so nekaj najboljših del žanra. Kalifornijska arhitekta Greene in Greene sta bila v oblikovanju Gamble House in drugih stavb navdihnjena z japonskimi elementi.
Neoegiptovska arhitektura je postala priljubljena v zgodnjem in sredi 19. stoletja in se nadaljevala kot manj pomemben slog v zgodnjem 20. stoletju. Neomavrska arhitektura se je začela v začetku 19. stoletja v nemških državah in je bila še posebej priljubljena za gradnjo sinagog. Indo-saracenska arhitektura je bila žanr, ki je nastal konec 19. stoletja v Britanski Indiji.

## Orientalistična umetnost

### Pred 19. stoletjem
Upodobitve islamskih 'Mavrov' in 'Turkov' (natančno poimenovane muslimanske skupine južne Evrope, severne Afrike in zahodne Azije) najdemo v srednjeveški, renesančni in baročni umetnosti. V svetopisemskih prizorih v zgodnjem nizozemskem slikarstvu so sekundarnim osebnostim, zlasti Rimljanom, podelili eksotične noše, ki so oddaljeno odražale oblačila Bližnjega vzhoda. Pri tem so bili posebej poudarjeni Sveti trije kralji v božičnem prizorišču. Splošna umetnost z biblijskimi motivi ne bi veljala za orientalistično, razen če je sodobna ali zgodovinsko bližnjevzhodna podrobnost ali motiv značilnost del, kot pri nekaterih slikah Gentila Bellinija in drugih ter v številnih delih iz 19. stoletja. Renesančne Benetke so bile v slikarstvu in grafiki še posebej zanimive za upodobitve Osmanskega cesarstva. Gentile Bellini, ki je potoval v Konstantinopel in slikal sultana in Vittore Carpaccio sta bila vodilna slikarja. Upodobitve so bile od takrat natančnejše, moški so bili običajno oblečeni v belo. Prikaz orientalskih preprog v renesančnem slikarstvu včasih črpa iz orientalističnega zanimanja, vendar pogosteje odraža prestiž, ki so ga imeli ti dragi predmeti v obdobju.
Jean-Étienne Liotard (1702–1789) je obiskal Konstantinopel in slikal številne pastele turških domačih prizorov; prav tako je večino časa, ko je bil spet v Evropi, nosil turško oblačilo. Ambiciozni škotski umetnik iz 18. stoletja Gavin Hamilton je našel rešitev problema uporabe moderne obleke, ki se šteje za neheroično in neelegantno, v zgodovinskem slikarstvu z uporabo  bližnjevzhodnih predmetov z Evropejci, ki nosijo lokalno nošo, kot so svetovali popotnikom. Njegov ogromen James Dawkins in Robert Wood odkrivata ruševin Palmire (1758, zdaj v Edinburghu) povzdigujeta turizem v junaštvo, dva popotnika pa sta nosila obleke zelo podobne togam. Mnogi popotniki so se ob vrnitvi slikali v eksotičnih vzhodnjaških oblekah, vključno z lordom Byronom, prav tako mnogi, ki še nikoli niso zapustili Evrope, vključno z Madame de Pompadour. Naraščajoče zanimanje Francozov za eksotično orientalsko razkošje in pomanjkanje svobode v 18. stoletju je do neke mere odražalo poudarjeno analogijo s francosko absolutno monarhijo  Byronova poezija je imela zelo velik vpliv na to, da je Evropa v eksotičnih orientalskih okoljih uvedla koktajl romantike, ki naj bi prevladovala v orientalski umetnosti 19. stoletja.

### Francoski orientalizem
Francosko orientalistično slikarstvo je spremenila Napoleonova dokončno neuspešna invazija na Egipt in Sirijo v letih 1798–1801, kar je spodbudilo veliko zanimanje javnosti za egiptologijo, v naslednjih letih pa so ga zabeležili tudi Napoleonovi dvorni slikarji, zlasti Antoine-Jean Gros, čeprav bližnjevzhodni pohod ni bil tisti, na katerem je spremljal vojsko. Dve njegovi najuspešnejši sliki, Bonaparte ob obisku kužnih žrtev pri Jaffi (1804) in Bitka pri Abukirju (1806), se osredotočata na cesarja, kot je bil do takrat, vendar vključujeta številne egipčanske figure, kot tudi manj učinkovitega Napoleon v bitki pri piramidah (1810). Anne-Louis Girodet de Roussy-Triosonova slika La Révolte du Caire (1810) je bil še en velik in viden primer. Francoska vlada je med letoma 1809 in 1828 v dvajsetih zvezkih objavila dobro ilustriran Description de l'Égypte s poudarkom na starinah. 
Prvi velik uspeh Eugena Delacroixa, Pokol na Kiosu (1824) je bil naslikan, preden je obiskal Grčijo ali Vzhod in sledil prijatelju Théodore Géricaultu Splav Meduze, ko je pokazal nedavni incident v oddaljenih krajih, ki je vzbudil javno mnenje. Grčija se je še vedno borila za neodvisnost od Osmanov in je bila prav tako eksotična kot bližnji vzhodni deli cesarstva. Delacroix je nadaljeval z Grčija na ruševinah Missolonghija (1827), ko je spomnil na obleganje prejšnjega leta in Sardanapalova Smrt, ki ga je navdihnil lord Byron, ki je bil, čeprav že v antiki, zaslužen za začetek mešanice seksa, nasilja, pomanjkanja in eksotičnosti, ki sega skozi veliko francosko orientalistično slikarstvo.  Leta 1832 je Delacroix končno obiskal Alžirijo, ki so jo nedavno osvojili Francozi in Maroko, kot del diplomatske misije pri maroškem sultanu. Zelo ga je presenetilo to, kar je videl, saj je primerjal severnoafriški način življenja z načinom starih Rimljanov in ob vrnitvi v Francijo še naprej slikal predmete s potovanja. Kot mnogi poznejši orientalistični slikarji je bil tudi on frustriran zaradi težav s skiciranjem žensk in tudi v mnogih njegovih prizoriščih so bili predstavljeni Judje ali bojevniki na konjih. Vendar je očitno lahko stopil v žensko četrt ali harem, da bi skiciral, kar so postale Alžirke; nekaj poznejših prizorov harema je bilo pristnih.
Ko je Ingres, direktor francoske Académie de peinture, narisal zelo obarvano vizijo turške kopeli, je svoj erotizirani Orient javno sprejel z razpršenim posploševanjem ženskih oblik (ki so bile morda vse enaki modeli). Bolj odprta čutnost je bila v eksotičnem Orientu sprejemljiva. Ta podoba se je v umetnosti obdržala v zgodnjem 20. stoletju, kar dokazujejo orientalistične polgole Henrija Matissa iz obdobja Nice in uporaba orientalskih kostumov in vzorcev. Ingresov učenec Théodore Chassériau (1819–1856) je že dosegel uspeh s svojo golo Esterina toaleta (1841, Louvre) in konjeniškim portretom Ali-Ben-Hamet, kalif Konstantina in vodja Haractas, ki mu je sledil njegov spremljevalec (1846), preden je prvič obiskal Vzhod, toda v poznejših desetletjih so parniki olajšali potovanje in vse več umetnikov je potovalo na Bližnji vzhod in onstran, slikajoč široko paleto orientalskih prizorov.
V mnogih od teh del so Orient prikazali kot eksotično, barvito in čutno, da ne rečem stereotipno. Ta dela so po navadi osredotočena na arabsko, judovsko in druge semitske kulture, saj so jih umetniki obiskali, ko se je Francija bolj ukvarjala s severno Afriko. Francoski umetniki, kot so Eugène Delacroix, Jean-Léon Gérôme in Jean-Auguste-Dominique Ingres, so naslikali številna dela, ki upodabljajo islamsko kulturo, pogosto med njimi tudi prelepe odaliske. Poudarili so tako šibkost kot vizualni spektakel. Za druge prizore, zlasti v žanrskem slikarstvu, se zdi, da so bodisi tesno primerljivi z njihovimi ustrezniki, postavljenimi v sodobni ali zgodovinski Evropi ali kot odražajo orientalistično miselnost v saidskem pomenu tega izraza. Gérôme je bil predhodnik in pogosto tudi mojster številnih francoskih slikarjev v poznejšem delu stoletja, katerih dela so bila pogosto odkrito opolzka, pogosto so prikazovala prizore v haremih, javnih kopališčih in na suženjskih dražbah (zadnja dva sta na voljo tudi s klasičnim dekorjem ) in z drugimi odgovorna za »enačbo orientalizma z aktom v pornografskem načinu«. 

### Britanski orientalizem
Čeprav je bil britanski politični interes na ozemljih razkosanega Osmanskega cesarstva tako intenziven kot v Franciji, se je večinoma bolj diskretno uveljavljal. Poreklo britanskega orientalističnega slikarstva iz 19. stoletja več dolguje religiji kot vojaškim osvajanjem ali iskanju verjetnih lokacij za gole ženske. Vodilni britanski slikar žanra, sir David Wilkie je imel 55 let, ko je leta 1840 odpotoval v Konstantinopel in Jeruzalem, ko je med povratkom umrl pri Gibraltarju. Čeprav ni bil zaznan kot religiozni slikar, je Wilkie potoval s protestantsko agendo, da bi reformiral versko slikarstvo, saj je menil, da je »Martin Luther v slikarstvu toliko pozvan kot v teologiji, da odstrani zlorabe, s katerimi je naše božansko zasledovanje  obremenjeno«, s čimer je mislil na tradicionalno krščansko ikonografijo. Upal je, da bo na izvorni lokaciji našel pristnejše nastavitve in dekor za svetopisemske predmete, čeprav je njegova smrt preprečila več kot študij. Tudi drugi umetniki, vključno s predrafaelitom Williamom Holmanom Huntom in Davidom Robertsom, so imeli podobne motive, ki so že od vsega začetka poudarjali realizem v britanski orientalistični umetnosti. Francoski umetnik James Tissot je sodobne bližnjevzhodne pokrajine in dekor uporabljal tudi za svetopisemske predmete, pri čemer je malo upošteval zgodovinske kostume ali drugo opremo.
William Holman Hunt je ustvaril številne večje slike biblijskih predmetov, ki so jih risali na svojih potovanjih po Bližnjem vzhodu, improvizirali različice sodobne arabske noše in opremo, da bi se izognili posebej islamskim slogom, pa tudi nekaterim pokrajinam in žanrskim temam. Med svetopisemske teme so spadali Scapegoat (1856), Najdba odrešenika v templju (1860) in Senca smrti (1871). Čudež svetega ognja (1899) je bil zamišljen kot slikovita satira na lokalne vzhodne kristjane, na katere je Hunt, tako kot večina angleških obiskovalcev, zelo slabo gledal. Njegov Ulični prizor v Kairu; zapeljevanje izdelovalca lantern (1854–61) je redek sodobni pripovedni prizor, saj mladenič čuti obraz svoje zaročenke, ki jo skozi tančico ni dovoljeno videti, saj zahodnjak v ozadju ropota po ulici s palico. To je redek vdor očitno sodobnega lika v orientalistično sceno; večinoma trdijo slikovitost zgodovinske slike, ki je bila takrat tako priljubljena, brez težav raziskovanja pristnih kostumov in postavitev.
Ko je Gérôme razstavljal Na prodaj; sužnji v Kairu na Kraljevi akademiji v Londonu leta 1871, je bilo 'splošno znano žaljivo', morda deloma tudi zato, ker so Britanci radi mislili, da so uspešno zatrli trgovino s sužnji v Egiptu, tudi zaradi surovosti in »predstavljajo meso zaradi sebe«. Toda Rana Kabbani verjame, da se »francosko orientalistično slikarstvo, kot ga navajajo dela Gérôma, morda zdi bolj čutno, pohotno, gole in seksualno nazorno kot njegov britanski kolega, vendar je to razlika v slogu ne vsebinska ... Podobna naloga očaranosti in odbojnosti je zmedla njihove umetnike.« Kljub temu sta golota in nasilje bolj vidna na britanskih slikah, postavljenih v starodavnem svetu, in »ikonografiji odaliske ... orientalski spolni sužnji, katere podoba se gledalcu ponuja kot prosta kot na razpolago za svojega gospoda - je skoraj v celoti francoskega porekla«, čeprav so ga italijanski in drugi slikarji z navdušenjem prevzeli.
John Frederick Lewis, ki je nekaj let živel v tradicionalnem dvorcu v Kairu, je slikal zelo podrobna dela, ki prikazujejo tako realistične žanrske prizore življenja na Bližnjem vzhodu kot tudi bolj idealizirane prizore v egiptovskih interierjih višjega razreda, na katerih še ni vidnih sledi zahodnega kulturnega vpliva. Njegova skrbna in na videz ljubeča predstavitev islamske arhitekture, oprema, zasloni in kostumi so postavili nov standard realizma, kar je vplivalo na druge umetnike, vključno z Gérômejem v njegovih poznejših delih. Nikoli ni slikal akta, njegova žena pa je bila model več njegovim prizorom v haremu , ki si z redkimi primeri slikarja klasicista lorda Leightona predstavljajo, da je »harem kraj skoraj angleške domačnosti, ... [kjer] ... v celoti oblečena spoštljivost žensk nakazuje na moralno zdravje, ki bo ustrezalo naravnemu dobrrmu videzu.«

#### Prikazi evropskega harema
- Jean-Jules-Antoine Lecomte du Nouÿ, Bela sužnja, 1888
- Fernand Cormon, Zavržena favoritka, 1872
- Jean-Léon Gérôme (1824–1904), Bazen v haremu, c. 1876
- Jean Auguste Dominique Ingres, Velika odaliska, 1814
- Jean Auguste Dominique Ingres, s pomočjo svojega učenca Paula Flandrina, Odaliska s sužnjem, 1839
- Ferdinand Max Bredt (1860–1921) Turške gospe 1893
- Giulio Rosati, Pregled novih prihodov, 1858–1917, Čerkeške lepotice na pregledu
- John Frederick Lewis, Sprejem, 1873
- Semiramida, legendarna babilonska kraljica, delo orientalista in simbolističnega okusa iz leta 1905 avtorja Cesarea Saccaggija iz Tortone. Semiramida je vedno veljala za poosebljenje greha poželenja, ki ga na tej veliki sliki predstavljajo čeljusti divje mačke, ki jo je ukrotila kraljica.

Drugi umetniki so se osredotočili na krajinsko slikanje, pogosto puščavskih prizorov, med njimi Richard Dadd in Edward Lear. David Roberts (1796–1864) je ustvaril arhitekturne in krajinske poglede, številne starine in iz njih izdal zelo uspešne knjige litografij. 

### Drugje
Ruska orientalistična umetnost se je v veliki meri ukvarjala z območji Srednje Azije, ki jih je Rusija v stoletju osvajala in tudi v zgodovinskem slikarstvu z Mongoli, ki so prevladovali v Rusiji večji del srednjega veka, in so bili redko prikazani v dobri luči. Nacionalistično zgodovinsko slikarstvo v srednji Evropi in na Balkanu je premlevalo turško zatiranje, prizorišča bitk in posiljenih deklet.
Saidanova analiza ni preprečila močnega oživljanja zanimanja za zbiranje orientalističnih del 19. stoletja in zbiranja njih od 1970-ih, zadnja dela pa so v veliki meri vodili kupci na Bližnjem vzhodu.

### Umetnost
- Alazard, Jean. L'Orient et la peinture française.
- Behdad, Ali. Photography's Orientalism: New Essays on Colonial Representation, (Getty Publications; 2013) 224 pages.
- Benjamin, Roger Orientalist Aesthetics, Art, Colonialism and French North Africa: 1880–1930, U. of California Press, 2003
- Peltre, Christine. Orientalism in Art. New York: Abbeville Publishing Group (Abbeville Press, Inc.), 1998 (ISBN 0-7892-0459-2).
- Rosenthal, Donald A. Orientalism: The Near East in French Painting, 1800–1880. Rochester, N.Y.: Memorial Art Gallery of the University of Rochester, 1982.
- Stevens, Mary Anne, ed. The Orientalists: Delacroix to Matisse: European Painters in North Africa and the Near East. Exhibition catalogue. London: Royal Academy of Arts, 1984